# Pausànies (pretendent)
Pausànies o Pausànias (en llatí Pausanias, en grec antic Παυσανίας) va ser un pretendent al tron de Macedònia, que segons Èsquines d'Atenes era de la família reial.
Se'l menciona l'any 368 aC després que Alexandre II de Macedònia, fill d'Amintes III, fos assassinat per Ptolemeu I Alorita. Tenia molts partidaris i va obtenir el control de força ciutats. Eurídice, la viuda d'Amintes II, va demanar ajut al general atenenc Ifícrates, que va expulsar a Pausànies del país.